# Opera philosophica et mineralis
 (février 2023).
Si vous disposez d'ouvrages ou d'articles de référence ou si vous connaissez des sites web de qualité traitant du thème abordé ici, merci de compléter l'article en donnant les références utiles à sa vérifiabilité et en les liant à la section « Notes et références ».
Opera philosophica et mineralis (latin Œuvres philosophiques et minérales), souvent abrégé en Principia en hommage aux Philosophiae Naturalis Principia Mathematica d'Isaac Newton, est un ouvrage d'Emanuel Swedenborg en trois tomes, qui a été publié en Allemagne en 1734. Il s'agit d'une œuvre importante dans la vie du philosophe suédois, où l'on peut trouver plusieurs théories très modernes pour l'époque comme la théorie nébulaire du système solaire.